# Jean Gavot
Pour les articles homonymes, voir Gavot.
Jean Gavot  de son vrai nom Joseph Antoine Bonasse est né au Beausset le 23 décembre 1900 et mort à Toulon le 18 décembre 1989.

## Biographie
Appartenant à l'une des plus vieilles familles du Beausset, il en raconte l'histoire dans un livre intitulé Le Beausset, histoire et histoires. Il est l'auteur de nombreux autres ouvrages sur la Provence.
Il a de multiples activités, toutes en relation avec la Provence, sa langue, son histoire et son folklore : conservateur de musée (à partir de 1964), folkloriste, historien, écrivain, poète et majoral du Félibrige (Cigalo di Poutoun) (1955). Il est également membre de la Société des gens de lettres de France.[réf. nécessaire]
Il est inhumé à Lorgues.

## Publications
- Tourisme littéraire en Haute-Provence (éditions Pierotti - Nice)
- Le Folklore vivant du comté de Nice et des Alpes-Maritimes (éditions Chantemerle - Nyons)
- Un condottière provençal : le général Peyron (1756-1814) (éditions Pierotti - Nice)
- Le Beausset par les champs et les collines : à travers les places et les rues ; dans la mystique des oratoires (éditions de l'Atelier du Beausset)
- Saint Éloi et Sainte Barbe au Beausset (éditions de l'Atelier du Beausset)
- Vieux métiers et jeux disparus dans un village provençal (éditions Castel, La Cadière d'Azur)

Brochures
En français
- Les oratoires bas-alpins (éditions les amis des Oratoires Aix-en-Provence)
- Les cadrans solaires de la Haute-Provence (Société scientifique et Littéraire de la Haute-Provence Digne)
- Moustiers-Sainte-Marie Haut lieu de Provence (éditions Pierotti Nice)
- Une force de la nature : Mirabeau (Société d'études de Draguignan)
- Un émule de Saint-Benoît : Germain nouveau, le poète mendiant de fourrières (Société d'études de Draguignan)
- Dante, Pétrarque et la Provence (Société d'études de Draguignan)
- Un petit-neveu de l'empereur, majoral du félibrige : Bonaparte-Wyse (Société d'études de Draguignan)
- Alphonse Karr, le jardinier de Nice, le solitaire de Saint-Raphaël (Société d'études de Draguignan)
- Un Provençal illustre. Ministre de Napoléon : Jean-Étienne-Marie Portalis (Société d'études de Draguignan)
- Mythes, Légendes et symboles à travers l'œuvre de Mistral (Société d'études de Draguignan)
- Dans les vaux d'Ollioules : De Gaspard de Besse à Bonaparte et Ulmo (Société d'études de Draguignan)
- Jean Ricard, écrivain provençal d'expression française (Société d'études de Draguignan)
- Quelques voyants et envoûtés célèbres de Provence (Société d'études de Draguignan)
- Les faïences de Moustiers (Le folklore de France)
- Comment vécut Sieyes (Société d'études de Draguignan)

En provençal
- Oe moun ermas. Recueil de poèmes (éditions Pierotti Nice)
- Ode à Mistral (éditions Pierotti Nice)
- Gabriel Bernard : poète, écrivain, majoral du félibrige (éditions Pierotti Nice)